# Melanargia completissima
Melanargia completissima är en fjärilsart som beskrevs av Hermann Stauder 1911. Melanargia completissima ingår i släktet Melanargia och familjen praktfjärilar. Inga underarter finns listade i Catalogue of Life.